# Vzhodna fronta ruske invazije na Ukrajino
Vzhodna ukrajinska ofenziva je stalno vojskovališče v okviru ruske invazije na Ukrajino leta 2022 v Donecki, Luganski (skupaj Donbas) in Harkovski oblasti. Invazija je stopnjevanje oziroma zaostrovanje rusko-ukrajinske vojne, ki od leta 2014 poteka med Ukrajino in proruskimi separatisti.
Bitka za Donbas je eden glavnih delov te ofenzive in velja za drugo strateško fazo ruske invazije. Do 3. julija so Rusija, DLR in LLR zavzele mesta Mariupol, Severodoneck, Lisičansk, Rubižne, Izjum ter številna manjša mesta.

## Pregled
Vse od vojne v Donbasu, ki je leta 2014 potekala med ukrajinskimi silami in rusko-podprtimi separatisti iz Donecke ljudske republike stalno med obema stranema potekajo manjši spopadi.
24. februarja 2022 so ruske sile in njihovi separatistični zavezniki sprožili ofenzivni napad vzdolž linij v Donbasu.
Boji so potekali tudi v Severodonecku in Avdijevki. Pri obleganju Mariupola so ruske sile s Krima podpirale neregularne enote iz Donecke ljudske republike.
18. aprila so ukrajinske in ruske oblasti naznanile začetek bitke za Donbas, obsežnega napada za zavzetje celotne Luganske in Donecke oblasti.
3. julija so ruske in proruske sile prevzele nadzor nad celotno Lugansko oblastjo.

## Bojni red bitke

### Ruski in proruski seperatisti
Oborožene sile Rusije
- Kopenske sile Ruske federacije
  - 1. gardna tankovska armada[42]
    - 4. gardna tankovska divizija
      - 423. motorizirirani strelski polk[43]
      - 13. tankovski polkt[43]
      - 144. gardna motorizirana strelska divizija

  - 2. gardna tankovska armada [44]
    - 30. ločena motorizirana pehotna brigada[44]

  - 5. kombinirana armada[45]
    - 150. strelska divizija[46]
      - 68. tankovski polk[46]

  - 6. kombinirana armada[42]
    - 138. ločena mehanizirana brigada[47]

  - 8. gardna kombinirana armada[45]
    - 150. strelska divizija[48]

  - 20. gardna kombinirana armada[42]
    - 3. motorizirana strelska divizija[49][27]

  - 35. kombinirana armada[50]
    - 1. gardna tankovska armada[50]
    - 68. armadni korpus[50]
    - 64. gardna motorizirana strelska brigada[50]

  - 41. kombinirana armada[27]
    - 74. ločena gardna motorizirana strelska brigada[51]

  - 45. inženirski polk
  - 58. kombinirana armada[45]
  - 90. gardna tankovska divizija[27]
  - 232. raketna artilerijska brigada[27]
  - 4. tankovska divizija[52]
  - 71. motorizirani strelski polk[46]
  - Osrednja skupina sil[53]
- Vojno letalstvo Rusije
- Ruske zračnodesantne sile[54]
  - 76. gardna zračna jurišna divizija[55]
  - 106. zračnodesantna divizija[52]
- Ruska vojna mornarica
  - Ruska mornariška pehota[42]
    - 810. gardna mornariška pehotna brigada[56]

  - Črnomorksa flota[57]
  - Baltska flota[42]
    - 11. armadni korpus[58]

  - Severna flota[42]
  - Pacifiška flota[45]
- Logistična podpora ruskih oboroženih sil
  - Ruske želežniške sile
    - 29. ločena želežniška brigada[59]

 GRU
- Specnaz GRU[60]
  - 3. gardna brigada Specnaza[61]

 Nacionalna garda Rusije
- Predloga:Podatki države Chechnya Kadiroviti
  - Severni bataljon[62]

 Oborožene sile DLR
- 1. armadni korpus[45]
  - Republikanska garda
    - Brigada Pjatnaška[63]

  - Špartanski bataljon[64]
  - Somalski bataljon[65]
  - Vostoški bataljon[66]

 Milica Luganske ljudske republike
- 2. armadni korpus
  - Prizraška brigada[67]
  - Kozaški bataljoni[68]

Skupina Wagner
- Četa Rusič[69]

### Ukrajina
Oborožene sile Ukrajine
- Kopenske sile Ukrajine
  - 4. tankovska brigada[70]
  - 10. gorska jurišna brigada[71]
  - 17. tankovska brigada[70]
  - 53. mehanizirana brigada[72]
  - 56. motorizirana brigada[73]
  - 128. gorska jurišna brigada[74]
  - Gruzijska legija[75]
  - Bataljon Šejha Mansurja[a][76][77]
- Ukrajinske zračne jurišne sile
  - 80. zračna jurišna brigada[78]
  - 81. zračnomobilska brigada[79]
- Ukrainian Navy
  - Ukrajinska mornariška pehota[80]
    - 36. ločena mornariška brigada[80]
- Ukrajinsko vojno letalstvo[81]
- Teritorialne obrambne sile[82]
  - 227. harkovski teritorialni obrambni bataljon[47]
  - Mednarodna legija teritorialne obrambe Ukrajine
    - Bataljon Kastuša Kalinovskega (Beloruski kontingent)[83]
    - Legija svobode Rusije[84]

Ukrajinsko ministrstvo za notranje zadeve
- Nacionalna garda Ukrajine
  - 12. operativna brigada (ru; uk)[85]
  - 23. ločena brigada za varstvo javnega reda (ru; uk)[86]
  - Odred za posebne operacije Azov[87]
  - Donbaški bataljon[88]
- Patruljna policija za posebne naloge
  - Sički bataljon[89]
- Nacionalna policija Ukrajine[85]
- Ukrajinska mejna straža[85]

 Desni sektor
- Ukrajinski prostovoljni korpus[90]
  - 2. ločeni bataljon[90]

Neregularni civilni prostovoljci (milica)
- Ukrajinski gverilci[91][92]

## Ofenziva

### Februar

#### 25. februar
25. februarja zjutraj so ruske sile napredovale iz Ljudske republike Doneck (DPR) proti Mariupolu. Z ukrajinskimi silami so se spopadli v Pavilopilu. Čeprav so Ukrajinci zmagali in pri tem uničili vsaj 20 ruskih tankov, je ruska mornarica zvečer začela z amfibijskim napadom iz Azovskega morja 70 kilometrov od Mariupola.
V Starobilsku naj bi ukrajinske oborožene sile v bitki pri Starobilsku uničile skupino ruskih vojakov, ki so poskušali prečkati reko Ajdar.

#### 26. februar
Starobilsk je bil po poročanjih zaradi ruskega topništva močno poškodovan, ruske sile pa so nadaljevale s celodnevnim artilerijskim bombardiranjem Mariupola.

#### 27. februar
27. februarja zjutraj so poročali, da je ruska tankovska kolona iz DPR hitro napredovala proti Mariupolu, vendar so napad preprečile ukrajinske sile. Zajetih je bilo 6 ruskih vojakov.
Guverner Luganske oblasti, Sergij Gajdaj, je izjavil, da so Lugansko Stanico in Ščastijo zavzele ruske sile, ki so med obstreljevanjem praktično uničile naselja. Uničenja Volnovahe jih je obtožil tudi guverner doneške oblasti, Pavlo Kirilenko.

### Marec

#### 1. marec
Ukrajinske sile so 1. marca začele protiofenzivo proti Gorlivki, ki je od konca leta 2014 pod nadzorom DLR.

#### 2. marec
Velik ruski konvoj z več kot 60 vozili je 2. marca vstopil v Starobilsk, vendar so ga domači protestniki zaustavili pri napredovanju. Vrhovna rada je medtem sporočila, da je ob ruskem obstreljevanju Izjuma umrlo osem ljudi.
Tekom dneva so ruske sile vstopile v mesto Balaklija.
Doneck, ki je bil pod nadzorom separatistov, je bil že več dni obstreljevan. V nekaterih soseskah ni bilo elektrike, na ulicah pa so bili zažgani avtomobili.
Ukrajinski uradnik Oleksij Arestovič je izjavil, da so ukrajinske sile prvič med vojno prešle v ofenzivo in napredovale proti Gorlivki. Igor Ždanov je pozneje trdil, da so se pojavila »poročila«, da so ukrajinske sile zavzele del mesta. Po ukrajinskih poročilih naj bi 95. zračna jurišna brigada Ukrajine mesto začela napadati že prejšnji dan. Ukrajinska vojska se je namestila na obrobju mesta.

#### 3. marec
Ukrajinske oblasti so 3. marca sporočile, da je bilo v ruskem obstreljevanju v zadnjih 24 urah ubitih 34 civilistov.
Ruske sile so čez dan vstopile v Svatove, vendar so jih ustavili protesti domačinov. Domačini so vojake pozneje prepričali, naj se umaknejo iz mesta. Sile Luganske ljudske republike in ruske enote so medtem čez dan zavzele Novoajdar.

#### 5. marec
V Volnovahi je bila razglašena prekinitev ognja, da bi omogočili evakuacijo civilistov, vendar je bila pozneje ukinjena, saj so ukrajinski uradniki za to krivili rusko obstreljevanje, ki se je nadaljevalo med postopkom evakuacije. Dodali so, da je mesto še vedno lahko zapustilo približno 400 civilistov. Ruski predsednik Vladimir Putin pa je za kršitev sporazuma o prekinitvi ognja obtožil ukrajinske sile.

#### 6. marec
Tudi drugi poskus evakuacije civilistov iz Mariupola je bil preprečen, pri čemer sta obe strani krivili druga drugo. Gajdaj je navedel, da so spopadi potekali na obrobju Lisičanska, Severodonecka in Rubižne, medtem ko sta bila Popasna in Girske nenehno obstreljevana. Dodal je, da so ukrajinske sile izgubile nadzor nad kraji Svatove, Starobilsk in Novopskov, vendar v njih ni bilo večje prisotnosti ruske vojske.

#### 8. marec
Ukrajinski uradniki so navedli, da je bilo v obstreljevanju Severodonecka čez dan ubitih 10 civilistov, osem pa ranjenih.

#### 9. marec
Rusko letalstvo je okoli 17. ure bombardiralo stavbo porodnišnice in otroške bolnišnice v Mariupolu, pri čemer so bili ubiti trije civilisti, 17 pa ranjenih.

#### 10. marec
Ukrajinsko obrambno ministrstvo je zatrdilo, da ukrajinske sile odbijajo ruske napade na območjih Donecka, Slobožanskega in dela Tavrija.

#### 11. marec
Rusko obrambno ministrstvo je sporočilo, da so sile DLR zavzele Volnovaho. Trdilo je tudi, da so napredovali za 6 km in še okrepili obleganje Mariupola. Na videoposnetkih, ki so bili pozneje objavljeni na družbenih omrežjih, je bilo videti ruske sile v številnih soseskah Volnovahe. Gajdaj je medtem izjavil, da so ruske sile zasedle 70 % Luganske oblasti.

#### 12. marec
Agencija Associated Press je neodvisno potrdila, da so Volnovaho zavzeli proruski separatisti in da je bil velik del mesta v spopadih uničen. Istega dne so ukrajinske sile potrdile smrt polkovnika Valerija Hudza, poveljnika ukrajinske 24. mehanizirane brigade, ki se je borila na fronti v Lugansku.
Ukrajinski uradniki so Rusijo obtožili, da je ponoči uporabila strelivo z belim fosforjem v mestu Popasna v Donecki oblasto. Na jugu regije je bil okoli 22. ure bombardiran samostan Svjatogirsk lavra, pri čemer je bilo ranjenih 30 ljudi, samostan pa je bil poškodovan.
Pavlo Kirilenko, guverner Donecke oblasti, je izjavil, da so naselja Nikolske, Manguš in Urzuf zasedle ruske enote. Dodal je, da so vsa mesta v regiji, razen Volnovaha, pod nadzorom ukrajinskih sil.

#### 13. marec
Rusko obrambno ministrstvo je sporočilo, da so ruske sile zavzele naselja Nikolske, Blagodatne, Volodimirevka in Pavlevka v Donecki oblasti. Trdila je tudi, da je osvobodila približno 300 civilistov, ki jih je bataljon Ajdar zadrževal kot talce v samostanu v kraju Nikolske.
Ukrajinska vojska je sporočila, da so ruske sile čez dan zavzele naselja Staromlinevka, Jevgenevka, Pavlevka in Jegorevka.

#### 14. marec
Doneck je bil tarča raketnega napada. Vodja Donecke ljudske republike Denis Pušilin je izjavil, da so sestrelili ukrajinsko letalo Točka-U, ki je bilo izstreljeno na mesto Doneck, vendar je del rakete padel na središče mesta in ubil več civilistov. Rusko obrambno ministrstvo je sporočilo, da je bilo ubitih 23 civilistov, še 28 pa ranjenih. Vendar je ukrajinska vojska zanikala, da bi izvedla napad, in izjavila, da je šlo »nedvomno za rusko raketo ali drugo strelivo«, kar so potrdili tudi preiskovalci iz odprtih virov (Conflict Intelligence Team).
Ukrajinske sile so kasneje sporočile, da so ruske enote 336. gardne mornariške pehotne brigade in 11. gardne letalske jurišne brigade ob 17. uri poskušale napredovati v Donecku, vendar so jih odbile, pri čemer je bilo ubitih do 100 vojakov, šest njihovih vozil pa je bilo uničenih.

#### 15. marec
Gajdaj je navedel, da so bili štirje civilisti ubiti zaradi obstreljevanja ruskih sil, ki so zadele bolnišnico, ustanovo za otroke z okvaro vida in tri šole v Rubižnem.

#### 20. marec
Ruski uradniki so potrdili, da je bil v Mariupolu ubit namestnik poveljnika črnomorske flote Andrej Palij.

#### 22. marec
Vodja LPR Leonid Pašečnik je trdil, da je »skoraj 80 % ozemlja« Luganske oblasti okupiranega in da »Popasnaja, Lisičansk, Rubižno, Severodoneck in Kremenaja še niso osvobojene«. Poudaril je, da so razmere na bojiščih »stabilno napete« in da si enote Ljudske milice LPR prizadevajo za nadzor nad krajema Popasnaja in Rubižne.
Rusko obrambno ministrstvo je trdilo, da so sile Ljudske republike Doneck zavzele Marinko.

#### 25. marec
Rusko obrambno ministrstvo je 25. marca sporočilo, da je Rusija pripravljena začeti drugo fazo vojaških operacij, s katerimi želi zavzeti večja ukrajinska mesta v vzhodni Ukrajini. O tem je poročal Reuters: »Ruske tiskovne agencije so citirale obrambno ministrstvo, ki je sporočilo, da separatisti, ki jih podpira Rusija, zdaj nadzorujejo 93 % ukrajinskeLuganske in 54 % Donecke oblasti – dveh območij, ki skupaj tvorita Donbas.«

#### 28. marec
Ljudska republika Lugansk je trdila, da je zavzela vasi Ivanevka in Novosadove.

#### 29. marec
29. marca pozno zvečer so lokalni uradniki poročali o vrsti eksplozij pred ruskim mestom Belgorod, ki leži blizu meje z Ukrajino. Po poročanju ruske agencije TASS je izstrelek z ukrajinske strani zadel začasno rusko vojaško taborišče in ranil najmanj štiri ljudi.

### Bitka za Donbas (april–danes)

#### April
Ko je Rusija opustila ofenzivo za zavzetje Kijeva, je svojo pozornost usmerila v vzhodno in južno Ukrajino. Ruska vojska je začela premeščati enote iz severne Ukrajine na vzhod, vendar se je izkazalo, da je veliko teh enot zaradi velikih izgub skoraj neučinkovitih. Kljub temu je Rusija še vedno zbrala več deset tisoč vojakov in razglasila, da želi v celoti zavzeti Doneck in Lugansk. Izjum ji je uspelo zavarovati 1. aprila, čeprav so se v naslednjih dneh v okolici naselja nadaljevali hudi spopadi. Rusija in proruski separatisti so še naprej oblegali Mariupol, pri čemer so dosegli le majhen napredek. Vendar je ruskim enotam 10. aprila uspelo razdeliti ukrajinske postojanke v Mariupolu na dva ali tri dele. Hkrati si je Rusija osredotočeno prizadevala osvojiti strateško pomembna mesta Severodoneck, Popasno in Rubižne. Od 10. aprila dalje je večkrat napadla te kraje. Rusija je v teh napadih le malo napredovala, Ukrajina pa je 11. aprila trdila, da je povzročila hud poraz ruski 60. samostojni motorizirani pehotni brigadi.
Da bi podprla operacije, usmerjene proti Severodonecku, Popasni in Rubižnem, je Rusija izvedla prodor južno od Izjuma proti Barvinkovemu in Slovjansku. Ukrajina se je odzvala s preusmeritvijo več enot, da bi zadržala Ruse pri Izjumu. Istočasno je Rusija napadla okolico Harkova, da bi ukrotila lokalne ukrajinske sile. Rusija je do 12. aprila dosegla le omejene pridobitve pri Izjumu, vendar je še naprej prihajalo več ruskih sil, da bi okrepile ofenzivo. 13. aprila so poročali, da poskuša Rusija zbrati dovolj veliko silo, da bi številčno presegla ukrajinske vojake v vzhodni Ukrajini za petkrat, da bi končno dosegla odločilno zmago v Donbasu. 16. aprila je Rusija opozorila preostale branilce Mariupola, naj se predajo; Ukrajinci so zahtevo ignorirali. V Harkovu je bilo mesto močnejše obstreljevano, pri čemer je umrlo pet ljudi, 13 pa jih je bilo ranjenih. BBC je poročal, da so vasi in mesta v vzhodni Ukrajini prizadeli številni zračni napadi. Ruske sile so nadaljevale z lokalnimi napadi in preizkušale ukrajinsko obrambo. Medtem je Ukrajina sprožila protinapade in ponovno zavzela več manjših mest in vasi blizu Harkova in Izjuma.
Po navedbah ukrajinskih uradnikov je Rusija 18. aprila 2022 začela novo ofenzivo v Donbasu vzdolž 480 km dolge fronte, pri čemer so rakete in topništvo po navedbah ruskih uradnikov zadele 1260 vojaških ciljev. Ruski poveljnik Rustam Minekajev je kasneje trdil, da je cilj te ponovne ofenzive ne le zasesti Donbas, ampak tudi zavarovati južno Ukrajino, da bi Rusija lahko vzpostavila kopensko povezavo s Pridnestrjem. Začetno rusko bombardiranje je bilo osredotočeno na Rubižne, Popasno in Marinko. Istega dne so poročali, da so ruske enote in enote LLR vstopile v mesto Kremina in ga zavzele po nekajurnih spopadih z ukrajinsko vojsko. V tej bitki je bil ubit poveljnik LLR Mihail Kiščik. V naslednjih dneh je Rusija pridobila malo ozemlja kljub napadom po vsej fronti. Ob močnem ukrajinskem odporu so ruske in separatistične sile uspele napredovati v dele Rubižnega, Popasne in Severodonecka. Nekatera poročila so tudi nakazovala, da boji v Kremini še vedno potekajo. Do 23. aprila naj bi ukrajinski protinapadi dodatno zaustavili rusko napredovanje.
V naslednjih dneh je Rusija nadaljevala s poskusi preboja ukrajinske obrambe, verjetno, da z namenom obkrožitve območja Izjum-Doneck. Boji so bili osredotočeni na Severodoneck, Rubižno, Popasno, Marinko, Harkov in Izjum. Rusija, LLR in DLLR so dosegle omejene uspehe in zavzele številne vasi ter mesta Popivka, Pisčane, Žitlivka in Kremina. Vendar je bil njihov splošni napredek počasen in je zastal na večini območij frontne črte. Ukrajina je izvajala tudi vse več protinapadov na Izjum in Harkov ter postopoma izgnala ruske sile iz številnih naselij. 30. aprila je Ukrajina sprožila obsežno protiofenzivo na Harkov in v naslednjih dneh ponovno zavzela predmestje mesta in več drugih mest.

#### Maj–Julij
Do 4. maja so bile ruske sile potisnjene nazaj na tolikšno razdaljo, da večina njihove artilerije ni mogla več udariti po Harkovu. Medtem so ruske sile in sile DLR/LLR nadaljevale neuspešne poskuse preboja ukrajinske obrambe pri Izjumu in na fronti Doneck-Lugansk. Na tej točki je raziskovalna organizacija Inštitut za preučevanje vojskovanja nadaljevanje ruskih ofenzivnih operacij opisala kot »neučinkovito«. 7. maja so ruske sile uničile več mostov, da bi upočasnile ukrajinsko protiofenzivo pri Harkovu. Istega dne so Rusija in separatistične enote zavzele tudi Popasno, čeprav so bili drugi napadi še naprej neuspešni. Po zavzetju Popasne je Rusija poskušala obkoliti Severodoneck. 10. maja je Ukrajina dosegla nadaljnje večje uspehe pri Harkovu, s čimer je Rusijo prisilila, da prerazporedi sile s frontne črte pri Izjumu proti severu. Poleg tega je ukrajinska artilerija uničila celotno rusko bataljonsko taktično skupino, ki je poskušala prečkati reko v bitki pri Severskem Donecu. Medtem sta Rusija in DLR poskušali utrditi svojo okupacijo v vzhodni Ukrajini s političnimi in gospodarskimi sredstvi, verjetno v poskusu vključitve teh območij v obstoječe separatistične republike ali ustanovitve novih. Na drugi strani so ukrajinski civilisti začeli organizirati odporniška gibanja. Ko so ukrajinske sile ponovno zavzele ozemlje okoli Harkova, so lokalni civilni sodelavci pobegnili v Rusijo.
12. maja so ruske sile zavzele Rubižne in bližnje mesto Voevodivka. Težki boji so nato potekali pri vasi Dovgenke južno od Izjuma, medtem ko je Rusija nadaljevala s poskusi obkolitve Severodonecka. V slednji operaciji se je Rusija začela osredotočati na prekinitev dostopa ukrajinskih sil do avtoceste pri Bahmutu. 15. maja so ukrajinske sile dosegle mejo pri Harkovu, medtem ko so nadaljevale potiskanje ruskih enot in enot LLR. Naslednji dan je bilo obleganje Mariupola uradno zaključeno, saj se je ukrajinsko vojaško osebje v mestnem Azovstalu strinjalo, da se bo postopoma evakuiralo in predalo ruskim silam. Poleg tega so poročali, da so nemiri – vključno z javnimi protesti – naraščali med proruskimi kolaboranti in separatisti v vzhodni Ukrajini, saj so obtoževali ruske sile korupcije, nesposobnosti in prisilnih mobilizacij.
V naslednjih dneh je Rusija le malo ali nič napredovala na Izjumski fronti, vendar je zavzela nekaj ozemlja okoli Popasne in Severodonecka. Kljub počasnemu napredovanju proruskih sil je Severodonecku in Lisičansku vse bolj grozilo, da bosta obkrožena. Rusija je okrepila tudi zračne in artilerijske napade na ukrajinske položaje okoli Izjuma, da bi se morda pripravila na ponovne napade. Na severni fronti so Rusija in separatistične sile ponovno zavzele nekaj vasi in utrdile svoje položaje, da bi ustavile ukrajinsko protiofenzivo. 23. maja so ruske sile prevzele nadzor nad Limanom in napadle Avdijevko. Raziskovalci in vojaški blogerji so trdili, da je bila nova osredotočenost na Liman posledica tega, da je Rusija zmanjšala svoje ozemeljske cilje, da bi dosegla manjšo obkolitev, potem ko ji ni uspelo prebiti ukrajinske obrambe na zahodu. 24. maja so ruske sile napadle iz Pospasne z namenom, da bi odrezale dostop do Bahmuta, Lisičanska in Severodonecka ter pridobile nekaj ozemlja. Ukrajinske sile so se nadzorovano umaknile jugozahodno od Pospasne, da bi okrepile svoj obrambni položaj pri Bahmutu. Rusija je nato zavzela Svitlodarsk.
Ukrajinski obrambni svetovalec Jurij Sak je dejal, da so »trenutno najbolj pereča potreba po tako imenovanih večcevnih raketnih sistemih, MLRS, ker imajo daljši domet ognja od tega, kar imamo trenutno, in nam bodo omogočili, popraviti neravnovesje v artileriji na vzhodu in seveda bo to spremenilo igro.« 31. maja so ZDA objavile paket vojaške pomoči, ki je vključeval natančne raketne sisteme z dosegom 80 km.
Po hudi enomesečni bitki, ki je uničila velik del mesta, so ruske sile in sile LLR 25. junija zavzele Severodoneck ob reki Severski Donec. Istega dne se je začela bitka za Lisičansk. 2. julija se je bitka pri Lisičansku končala z rusko zmago, naslednji dan pa so ruske sile LLR razglasile popoln nadzor nad celotno Lugansko oblastjo. 4. julija je The Guardian poročal, da bodo ruske invazijske enote po padcu Luganske oblati nadaljevale z invazijo na sosednjo Donecko oblast in napadle mesti Slovjansk in Bahmut. 9. julija je ruski raketni napad na dve stanovanjski stavbi v kraju Časiv Jar ubil več kot 48 ljudi.